# 竹村站 (日本)
竹村站（日语：／ Takemura eki */?）是一個位於日本愛知縣豐田市竹町，名古屋鐵道三河線的鐵路車站。車站編號是MY04。

## 車站構造
島式月台1面2線的地面車站。
| 月台 | 路線           | 方向 | 目的地 |
| ---- | -------------- | ---- | ------ |
| 1    | 三河線（山線） | 上行 | 往知立 |
| 2    | 三河線（山線） | 下行 | 往猿投 |

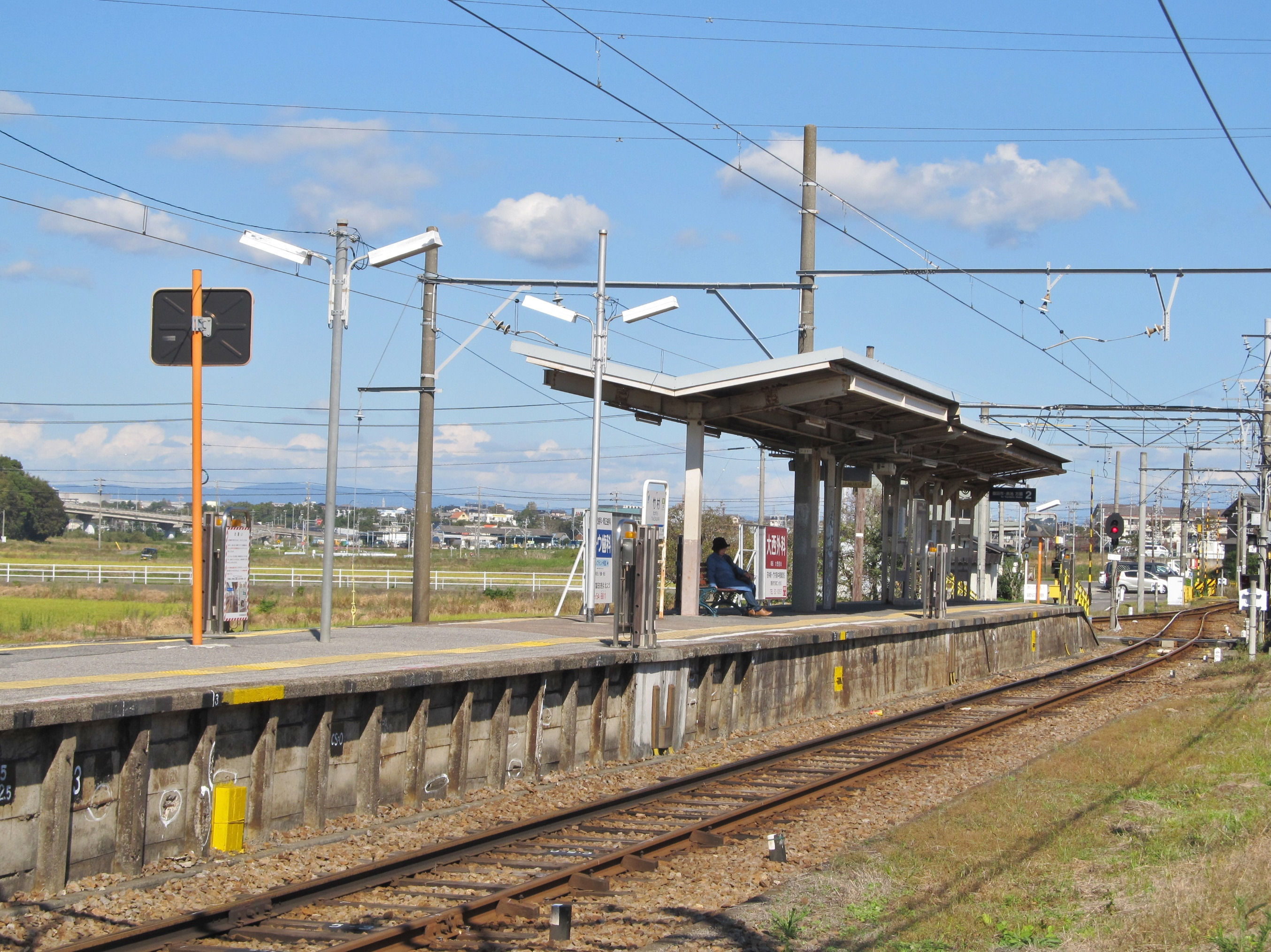
月台
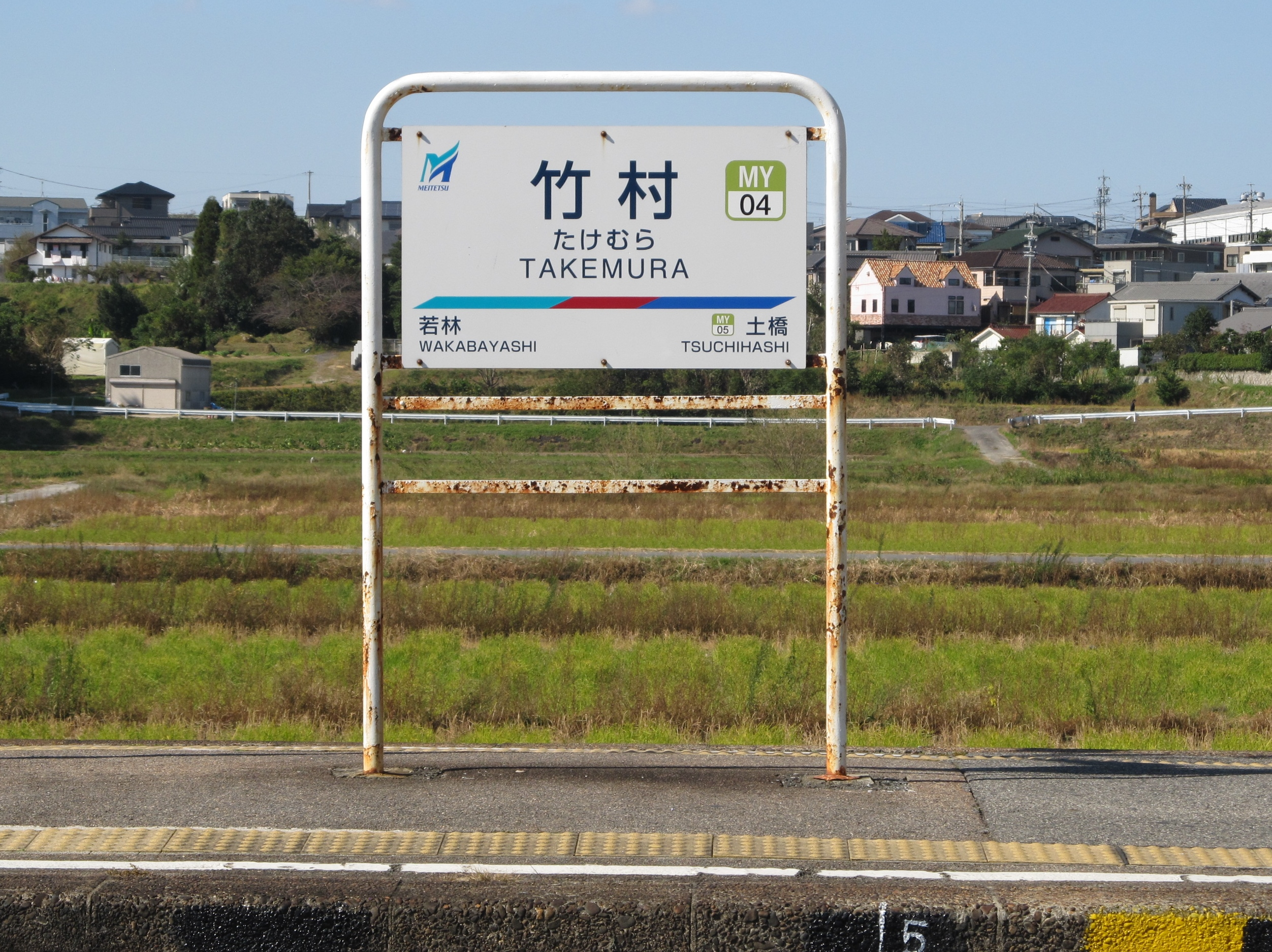
站名牌

### 配線圖
| ← 豐田市、 猿投方向 | 竹村站 構內配線略圖 | → 知立方向 |
| 图例 参考文献：     |                     |            |

## 使用情況
| 年度   | 1日平均 上下車人次 |
| ------ | ------------------ |
| 2010年 | 2,732              |
| 2011年 | 2,789              |
| 2012年 | 2,824              |
| 2013年 | 2,976              |
| 2014年 | 2,973              |
| 2015年 | 3,159              |
| 2016年 | 3,246              |
| 2017年 | 3,216              |
| 2018年 | 3,288              |

## 相鄰車站
名古屋鐵道
 三河線（山線）
土橋（MY05）－竹村（MY04）－若林（MY03）

### 來源
1. ↑  清水武. . 鉄道ピクトリアル (電気車研究会). 1971-01, 246: 64.
2. ↑  太田貴之. . 鉄道ピクトリアル (電気車研究会). 2009-03, 816: 38.
3. ↑  三河線 路線・駅情報 - 電車のご利用案内 （页面存档备份，存于）、2019年7月14日閲覧
4. 1 2  駅時刻表：名古屋鉄道・名鉄バス （页面存档备份，存于）、2018年2月24日閲覧
5. ↑  電気車研究会、『鉄道ピクトリアル』通巻第816号 2009年3月 臨時増刊号 「特集 - 名古屋鉄道」、巻末折込「名古屋鉄道 配線略図」

## 外部連結
- 竹村 - 名古屋鐵道